# Ragusano

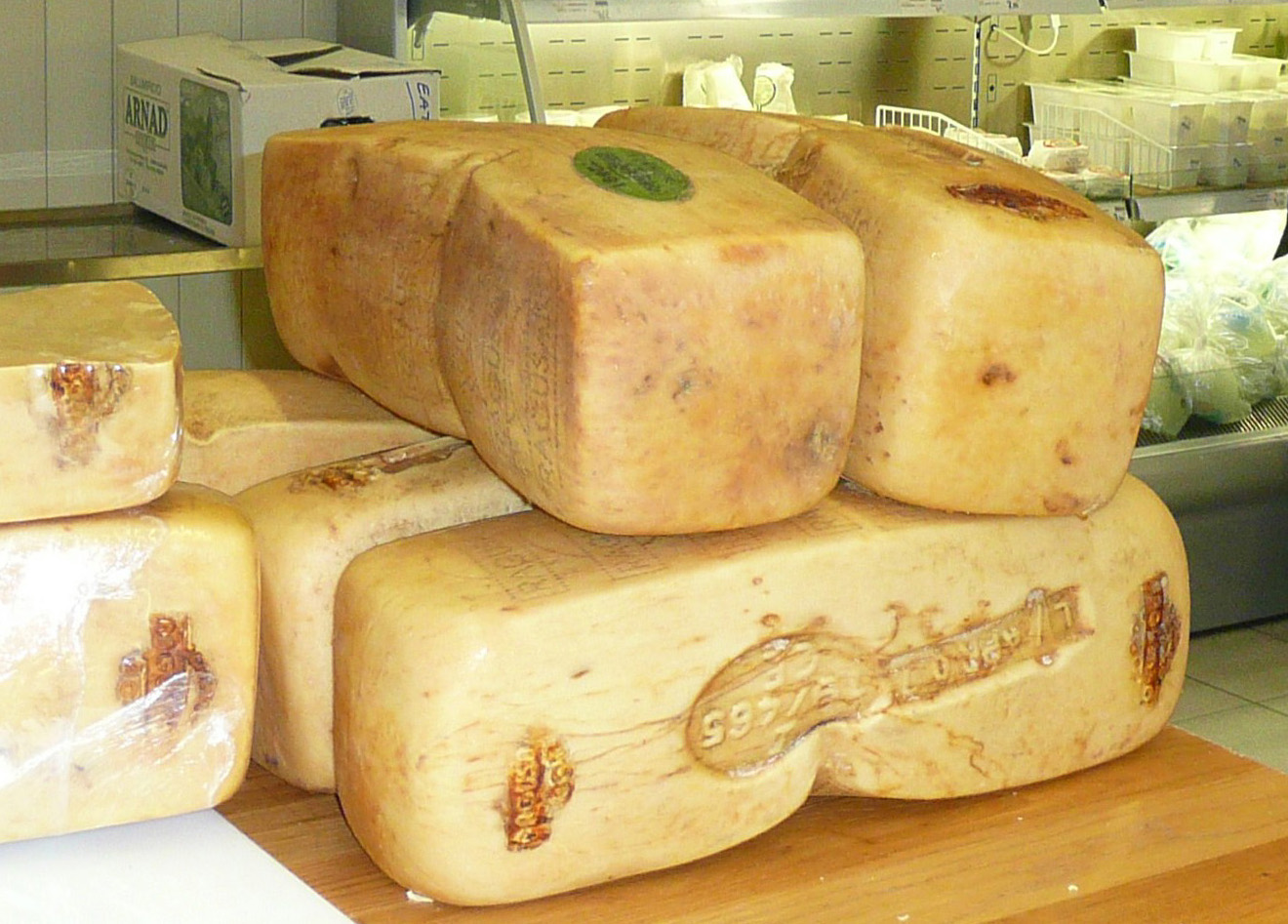
Ragusano

Ragusano is een Italiaanse kaas die wordt gemaakt van volle koemelk en voornamelijk op Sicilië wordt geproduceerd. 
De kaas wordt gerijpt door het in touwen te hangen, waardoor soms de groeven van de touwen nog in de kaas te zien zijn. Soms is de kaas gerookt (affumicato). 